# Kontrolltorn

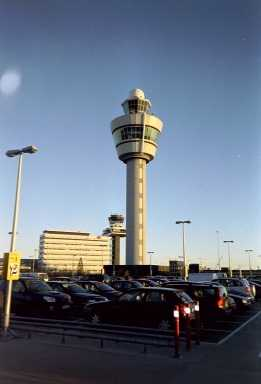
Kontrolltornet på Amsterdams flygplats Amsterdam-Schiphols flygplats.

Ett kontrolltorn är en del av en flygplats från vilken lufttrafikkontroll sker. Kontrolltorn byggs högt över omkringliggande byggnader för att ge flygledarna utsikt över flygplan som rör sig på marken och i luften runt flygplatsen. Kontrolltornen brukar ha fönster runt hela översta våningen, vilket ger 360 graders utsikt. Små flygplatsers kontrolltorn kan ibland bemannas bara av en person, och inte 24 timmar om dygnet. Större flygplatsers kontrolltorn bemannas av fler personer, och är i funktion 24 timmar om dygnet året om.
Antalet personer som vistas i ett torn kan variera beroende på hur stor flygplatsen är. Det normala är två stycken flygledare som jobbar i tornet: en som tar hand om all trafik i luften (vilka plan som får starta och landa), i vilken ordning de får göra det och ger instruktioner för in- och utflygning. Denna flygledare anropas på engelska som Tower. Den andra flygledaren tar hand om rörelser på marken (flygplan som startar motorer och närmar sig flygbanan, brandkårsrörelser i samband med övningar, med mera). Flygledaren som tar hand om trafiken på marknivå anropas på engelska som Ground Control. Dessa två flygledare anropas på olika radiofrekvenser.
Uppgifter som en pilot kan få av markflygledaren inför en flygning är bland annat:
- vilken startbana som används för tillfället
- vindriktning och vindstyrka
- QNH - det vill säga höjdmätarens värde för noll meter i förhållande till startbanan
- lufttemperatur
- aktuell tid
- visibilitet, det vill säga hur många meter man ser framåt, till exempel vid dimma
- radiofrekvensen för Tornet, det vill säga till flygledaren som bevakar luften

Markflygledaren leder ett flygplan på marken ända fram till startbanans kant.
Världens högsta kontrolltorn för flygplatser är för den nya Bangkok-Suvarnabhumis flygplats i Bangkok vilket är 132,2 m högt. Världens högsta kontrolltorn över huvud taget är för hamnen i Vancouver, 142 m högt. Sveriges högsta kontrolltorn är Arlandatornet, 83 m högt.